# Wringingintung
Wringingintung is een bestuurslaag in het regentschap Batang van de provincie Midden-Java, Indonesië. Wringingintung telt 2450 inwoners (volkstelling 2010).